# Я вірив тобі
«Я вірив тобі» (англ. I Believed in You) — американська драма режисера Ірвінга Каммінгса 1934 року.

## У ролях
- Розмарі Амес — Тру Меріл
- Джон Боулс — Майкл Харрісон
- Віктор Джорі — Джим Кроул
- Гертруда Майкл — Памела Банкс
- Джордж Мікер — Сарацин Джонс
- Леслі Фентон — Рассел Шторм
- Джойзель Джойнер — Вавара
- Джед Пруті — Джо Лонг
- Морган Воллес — Олівер Лонг
- Луї Альберні — Джеймс